# Humanity+
Humanity+, anciennement World Transhumanist Association (WTA), est une ONGI qui milite pour l'utilisation éthique des « nouvelles technologies » afin de procéder à l'amélioration humaine.

## Création et historique
En 1998, Nick Bostrom et David Pearce enregistrent WTA en tant qu'organisation 501c. L'organisation vise à faire reconnaitre le transhumanisme comme objet d'étude scientifique et d'établissement de politiques publiques valable.
Contrairement à des courants de l'utopisme technologique tel l'extropianisme, les dirigeants de WTA pensent que différentes forces sociales peuvent miner leurs visions futuristes et qu'il faut agir en conséquence. Ainsi, par exemple, le mouvement doit se soucier de donner un accès égal aux technologies d'amélioration humaine, au-delà des classes et des frontières.
En 1998, WTA lance le Journal of Transhumanism et organise une conférence annuelle appelée transVision. En 2004, elle lance le webzine/blog Transhumanity et renomme le Journal of Transhumanism en Journal of Evolution and Technology, dont elle transfère la gestion à l'Institute for Ethics and Emerging Technologies (en).
En 2006, William Saletan (en) rapporte dans Slate une lutte politique dans le mouvement transhumanisme entre une droite libertarienne et un libéralisme gauchiste, résultant en une orientation centre gauche de l'organisation sous la direction de James Hughes,.
En 2008, suivant un plan de rebranding, WTA change son nom pour Humanity+, afin notamment de donner une image plus humaine du projet.
Peu après ce changement de nom, WTA lance le magazine trimestriel H+ Magazine. La publication change d'organisation et de format à plusieurs reprises.

## Membres notables de l'organisation
| - Nick Bostrom - David Pearce - George Dvorsky (en) - Giulio Prisco (en) - James Hughes - Mark Alan Walker (en) - Aubrey de Grey | - Max More - Michael Vassar - Michael Anissimov - Natasha Vita-More - Ben Goertzel - Patri Friedman - RU Sirius |

## Articles